# 保羅·亞歷山大·勒內·雅內
保羅·亞歷山大·勒內·雅內（法語：Paul Alexandre René Janet，發音：[pɔl alɛksɑ̃dʁ ʁəne ʒanɛ]；1823年4月30日—1899年10月4日）出生於法國巴黎，他是一位大學教授和哲學家。

## 生平
他從1841年進入巴黎高等師範學院就讀哲學，1848年取得博士學位，之後在布爾日、斯特拉斯堡的道德哲學教授，也在路易大帝中學教邏輯推論，1862年到索邦大學任教，1864年成為法蘭西人文院的院士，同時也是法國猶太神學院的教授。
他的哲學思想是維克托·庫贊折衷主義為基礎，之後則是追隨黑格爾的思想腳步，並且有大量的哲學著作。

## 受獎
- 法國榮譽軍團勳章司令勳章